# Буасьер (станция метро)
«Буасьер» (фр. Boissière) — станция 6 линии парижского метрополитена, расположенная в XVI округе.

## История
Станция была открыта 2 октября 1900 года. Своё название станция получила по одноимённой деревне, которая вошла в черту города.
Пассажиропоток по станции по входу в 2011 году, по данным RATP, составил 2 145 714 человек. В 2013 году этот показатель незначительно вырос и составил 2 150 445 пассажиров (240 место по уровню входного пассажиропотока в Парижском метро)

## Пересадка на наземный транспорт
- Автобус: 22, 30, 82, N53